# Madigan (série télévisée)
Pour les articles homonymes, voir Madigan.
Madigan est une série télévisée américaine en six épisodes de 70 minutes diffusée entre le 20 septembre 1972 et le 28 février 1973 dans le cadre du programme NBC Mystery Movie sur le réseau NBC. Elle reprend le personnage du film Police sur la ville sorti en 1968, dans lequel Richard Widmark incarnait déjà le sergent Madigan.
En France, elle a été diffusée du 2 novembre au 7 décembre 1973 sur la première chaîne de l'ORTF . Rediffusion à partir du 19 juillet 1987 sur Antenne 2, puis sur 13e rue.

## Production
Le personnage de Dan Madigan a été créé par Richard Dougherty en 1962 dans le roman The Commissionner. Le roman a été adapté par Don Siegel en 1968 dans le film Police sur la ville avec Richard Widmark. Comme dans le roman, le personnage meurt à la fin. NBC décide en 1972 de ressusciter Madigan en confiant à nouveau le rôle à Richard Widkmark. Ce dernier, longtemps réticent à travailler pour la télévision, constate que ses confrères du grand écran comme Glenn Ford jouent dans la série policière Sam Cade. Il tourne finalement en 1971 le téléfilm Vanished réalisé par Buzz Kulik, puis dans La dernière enquête de David Lowell Rich dans lequel il incarne un policier, le lieutenant Max Brock. Ce devait être le pilote d'une série. Finalement, NBC préfère ressusciter Madigan et attendre 1973 pour diffuser La dernière enquête.
Richard Widmark a accepté de tourner Madigan en imposant que les tournages aient lieu sur place (Londres, Lisbonne, Naples) et que les décors ne soient pas des reconstitutions dans les studios d'Universal. Un épisode de Columbo : S.O.S. Scotland Yard, également du programme NBC Mystery Movie, fut lui aussi tourné à Londres.

## Synopsis
Le sergent Dan Madigan, un dur à cuir aux méthodes à l'ancienne, est amené à enquêter dans les quartiers de New York mais aussi dans plusieurs capitales mondiales comme Londres, Lisbonne et Naples.

## Adaptation
La série est une adaptation télévisée du film Police sur la ville (Madigan) de Don Siegel. Le long métrage avait une fin dans laquelle le policier Dan Madigan trouvait la mort. Dans cette série, on fait abstraction du film auquel il n'est jamais fait allusion, et l'on repart à zéro.

## Autour de la série
Le tournage en Europe, extrêmement coûteux, rappelle la série L'Homme de Vienne  avec Robert Conrad tourné la même année, en 1972. En raison de son coût, la série n'a pas été renouvelée pour une deuxième saison.
La série a été peu rediffusée en France puisqu'après la première programmation le vendredi soir sur l'ORTF en 1973, il a fallu attendre 1987 pour la revoir sur Antenne 2 le dimanche.

## Fiche technique
- Réalisation : Alex March, Jack Smight, Boris Sagal
- Scénario : Stephen J. Cannell, Peter Allan Fields, Roland Kibbee, Stephen Lord, Bernard C. Schoenfeld
- Musique : Dick DeBenedictis
- Thème musical Wednesday Mystery Movie : Quincy Jones
- Directeur de la photographie : Jack Priestley, Gábor Pogány
- Production :Dean Hargrove, Roland Kibbee, Edward K. Dodds
- Sociétés de production : Universal Television Group
- Pays d’origine : États-Unis

## Distribution
- Richard Widmark (VF : Roger Rudel) : Sergent Dan Madigan

### Invités
- Ronny Cox: épisode Enquête à Manhattan
- Cab Calloway: épisode Enquête à Harlem
- George Cole : épisode Enquête à Londres
- Zienia Merton: épisode Enquête à Lisbonne
- Raf Vallone: épisode Enquête à Naples
- Rossano Brazzi: épisode Enquête à Naples
- Agostina Belli: épisode Enquête à Naples

## Épisodes
1. Enquête à Manhattan (The Manhattan Beat)
2. Enquête à Harlem (The Midtown Beat)
3. Enquête à Londres (The London Beat)
4. Enquête à Lisbonne (The Lisbon Beat)
5. Enquête à Naples (The Naples Beat)
6. Enquête à Park Avenue (The Park Avenue Beat)

## DVD
- France :

La série est sortie dans son intégralité en DVD : Madigan, le policier globe-trotter (Coffret 6 DVD) sorti le 19 novembre 2014 chez Elephant Films. Le ratio écran est en 1.33:1 plein écran 4:3 avec audio en français et anglais 2.0. Les sous-titres français sont disponibles. Pas de suppléments. Il s'agit d'une édition Zone All. (ASIN B00MBXKK9K)